# Лансере, Евгений Евгеньевич
Евге́ний Евге́ньевич Лансере́ (23 августа [4 сентября] 1875, Павловск, Санкт-Петербургская губерния — 13 сентября 1946[…], Москва) — русский живописец и график, последователь ретроспективизма, крупная фигура в петербургской живописи Серебряного века, позднее — мастер московского соцреализма, педагог; журнальный и книжный иллюстратор, также работал как сценограф, пейзажист и декоратор-монументалист. Старший сын скульптора Евгения Лансере, брат художницы Зинаиды Серебряковой и архитектора Николая Лансере, вместе с ними тесно связанный с разветвлённой художественной семьёй Бенуа. 
Член обществ «Мир искусства» (в 1900–1903 и с 1910), Союза русских художников (в 1903–1910), Петербургского общества архитекторов (с 1906) и АХРР (с 1927). Академик (с 1912) и действительный член (с 1916) Императорской Академии художеств. Заслуженный деятель искусств Грузинской ССР (1933), народный художник РСФСР (1945). Лауреат Сталинской премии второй степени (1943).

## Биография
Выпускник Первой Санкт-Петербургской гимназии. С 1892 года учился в Рисовальной школе Общества поощрения художеств, Петербург, где посещал классы Я. Ф. Ционглинского, Н. С. Самокиша, Э. К. Липгарта. С 1895 по 1898 год много путешествовал по Европе и совершенствовал мастерство во французских академиях Ф. Коларосси и Р. Жюлиана.
С 1899 года — член объединения «Мир искусства». В 1905 году уехал на Дальний Восток.
В 1906 году был издателем еженедельного иллюстрированного журнала политической сатиры «Адская почта» (вышло 3 номера). В дальнейшем сотрудничал с издательством «Шиповник» Зиновия Гржебина и Соломона Копельмана, в том числе создал его логотип.
В 1907—1908 годах стал одним из создателей «Старинного театра» — кратковременного, но интересного и заметного явления в культурной жизни России начала века. Лансере продолжил работу с театром в 1913—1914 годах.
В 1911—1915 годах — заведующий художественной частью на Императорском фарфоровом заводе и мастерских гравировки стекла в Санкт-Петербурге и Екатеринбурге. Покинул Императорский фарфоровый завод в июне 1917 года. Звание академика Императорской Академии художеств (1913).
В 1914—1915 годах — военный художник-корреспондент на Кавказском фронте во время Первой мировой войны.
С 1917 по 1919 год находился в Дагестане. В 1919 году сотрудничал как художник в Осведомительно-агитационном бюро Добровольческой армии А. И. Деникина (ОСВАГ). Художник Иван Билибин вспоминал об этом:

В конце лета 1919 г. Чириков и я получили приглашение приехать в Ростов на службу в Отдел Пропаганды (Осваг). Я получил очень патетическое письмо от Е. Е. Лансере, где он писал, что ехать в Ростов на службу Доброармии есть долг каждого, и пр.[,] и пр. Ну, и поехали.

В 1920 году переехал в Ростов-на-Дону, затем в Нахичевань-на-Дону и Тифлис.
С 1920 года — рисовальщик в Музее этнографии, выезжал в этнографические экспедиции с Кавказским археологическим институтом. С 1922 года — профессор Академии художеств Грузии, МАрхИ. В 1927 году был командирован на полгода в Париж от Академии художеств Грузии. В 1929 году вошёл в состав «Общества живописцев». Соавтор (в паре с Иосифом Шарлеманем) герба Грузинской ССР, утверждённого в 1921 году.
В 1934 году переехал на постоянное жительство из Тифлиса в Москву и поселился в перестроенном доходном доме Феттер и Гинкель. С 1934 по 1938 годы преподавал во Всероссийской академии художеств в Ленинграде.
Умер 13 сентября 1946 года в Москве; похоронен на Новодевичьем кладбище (4 уч. 56 ряд).

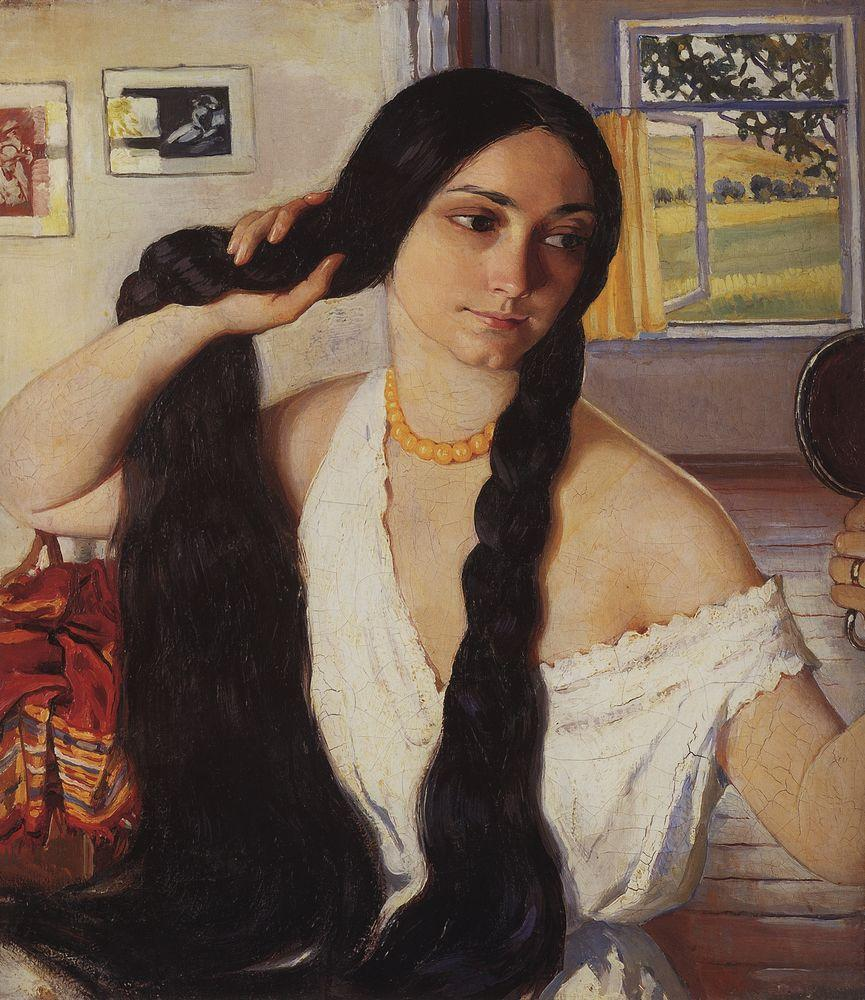
Портрет Ольги Лансере (Арцыбушевой). З. Серебрякова, 1910.

## Семья
Жена — Ольга Константиновна Арцыбушева (1881—1966), дочь инженера-путейца, коллекционера Константина Дмитриевича Арцыбушева. Их дети:
- живописец, архитектор, книжный график Евгений Евгеньевич Лансере (1907—1988);
- Наталья Евгеньевна Лансере (1909—1994).

## Творчество

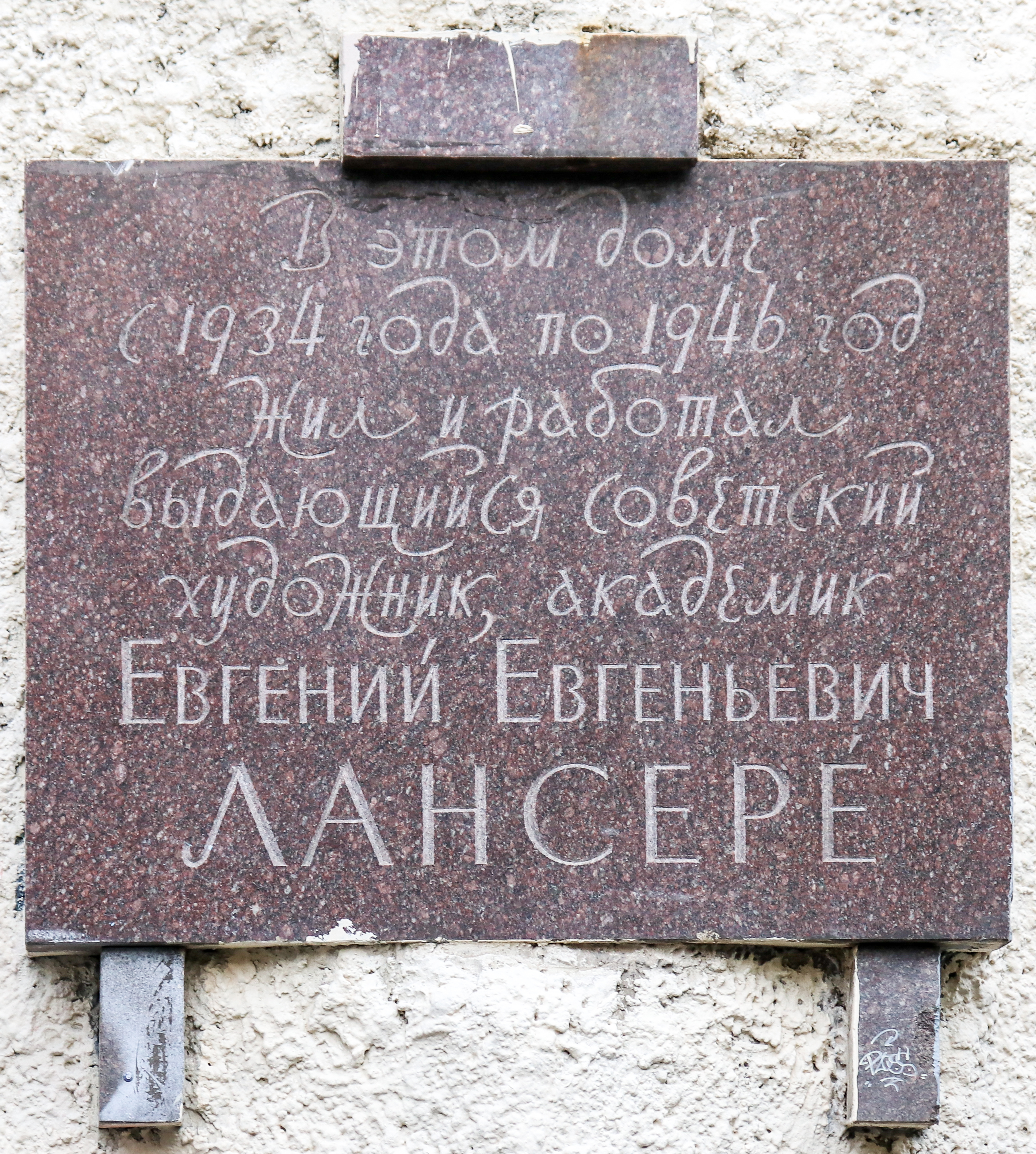
Мемориальная доска художнику Евгению Евгеньевичу Лансере в Москве. Доска из красного гранита по проекту Евгения Лансере младшего, была установлена в 1971 году на фасаде бывшего доходного дома Феттер и Гинкель (Милютинский переулок, 20/2, стр. 1).

### Живопись

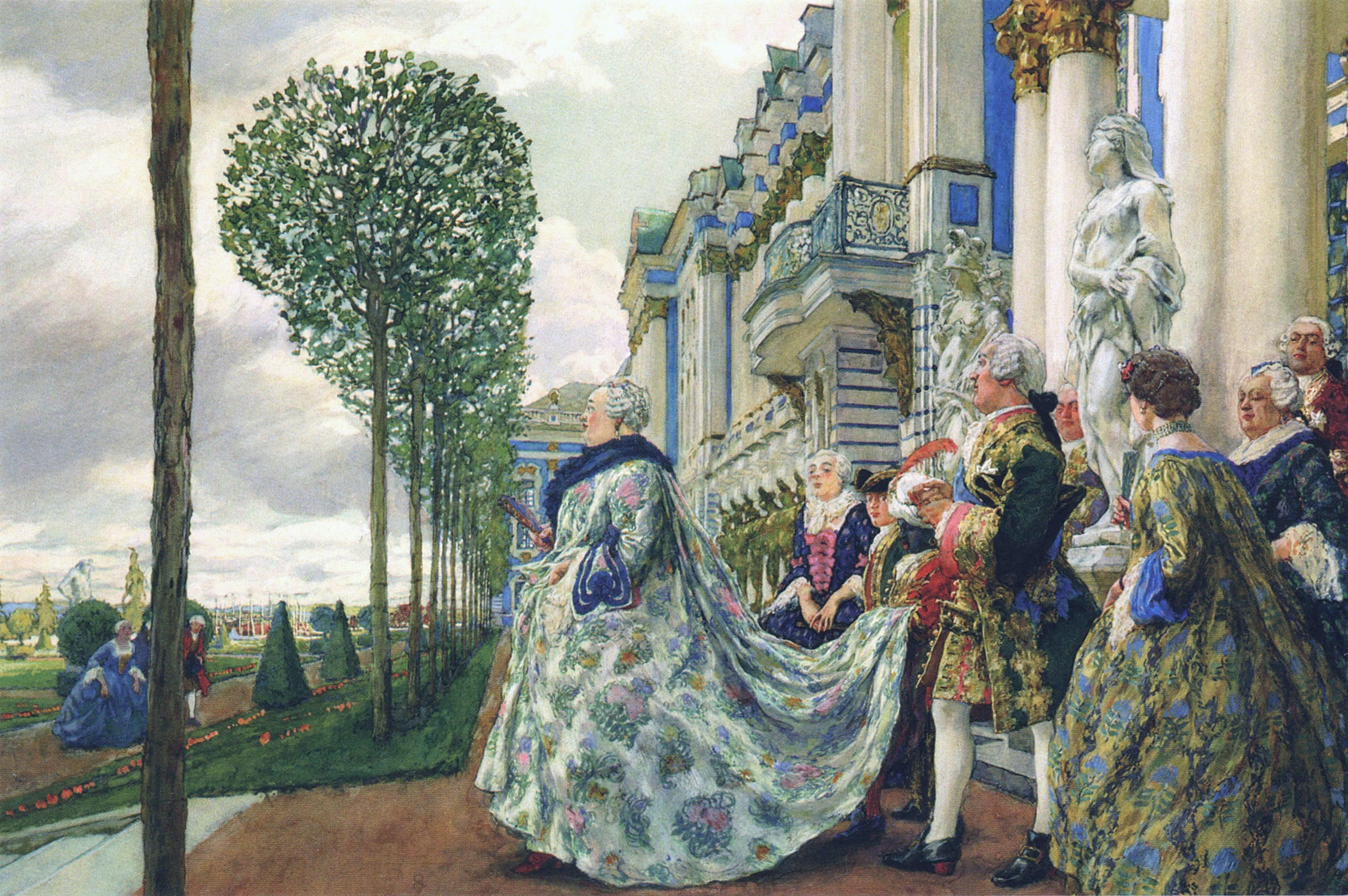
Императрица Елизавета Петровна в Царском селе

В начале 1920-х годов выступал как исторический живописец («Императрица Елизавета Петровна в Царском селе», 1905, Третьяковская галерея; «Петербург начала XVIII века», 1906, Государственный Русский музей;«Корабли времён Петра I», 1911, Третьяковская галерея). В 1942 году создал серию из пяти картин гуашью «Трофеи русского оружия».

### Графика и иллюстрации
С 1897 года работал в книжной графике. Плотно сотрудничал с издательством Общины Святой Евгении, в частности, оформил в 1904 адресную часть открытки, которая продержалась целых десять лет. Исполнил несколько работ к юбилейным торжествам Санкт-Петербурга, на открытках также кроме декоративных композиций выходили его военные рисунки времён Русско-японской и Первой мировой войн. Выполнил иллюстрации к повестям Л. Н. Толстого «Хаджи-Мурат» и «Казаки».

### Монументально-декоративное искусство

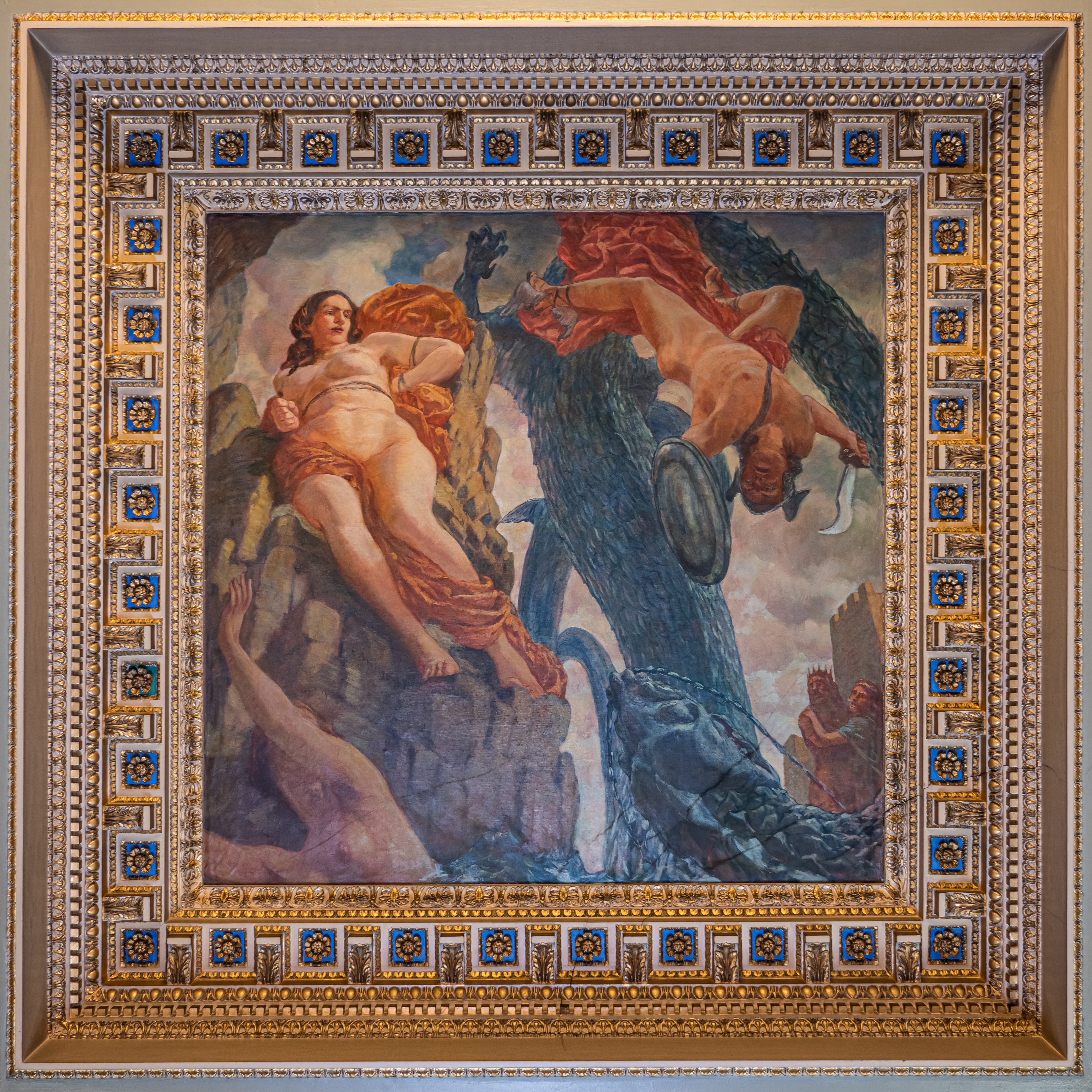
Персей и Андромеда, фрагмент росписи потолка в доме Тарасова

В советское время направленность творчества художника с большой полнотой проявилась в монументально-декоративном искусстве. Его работы в этой области характеризуются динамикой пространственного построения, пышностью обрамления и общей торжественностью напоминают плафоны XVII—XVIII веков:
- картины «Партизаны Кавказа» и «Встреча комсомольцев с крестьянами Крыма» в фойе Дворца Рабочего (ныне Дворец культуры «Железнодорожник»), 1931—32, Харьков[14].
- росписи залов Казанского вокзала, темпера, силикатные краски, 1933—34 и 1945—46,
- гостиница «Москва», темпера, 1937 (в Москве).
- плафоны в доме Г. А. Тарасова в Москве
- Памятный зал в Академии художеств в Петербурге.
- В 2003 году во время реставрации настенных росписей украшающих интерьер вокзального ресторана на железнодорожной станции Армавир-Ростовский, известного в народе как «Чердак», художник Василий Силантьев установил имена авторов картин — это советские художники-монументалисты Е. Е. Лансере (сын) и Леонид Евгеньевич Фейнберг (1896—1980). Уровень мастерства художников подтверждает то, что живописец Евгений Лансере-сын занимался проектами восстановления разрушенных войной городов. Работал над росписями Казанского, Ярославского и Курского вокзалов в Москве.

### Театрально-декорационные работы
Лансере работал в области оформления театральных постановок в Москве, Петербурге, Одессе, Кутаиси:
- «Юлий Цезарь» У. Шекспира, 1924,
- «Горе от ума» А. С. Грибоедова, 1938, — в Малом театре в Москве.
- «Барышня-крестьянка», 1946 — Большой театр

## Выставки
На выставках с 1900: «Мира искусства», «36-ти», Союза русских художников и др. Являясь одним из членов Северного кружка любителей изящных искусств в Вологде, принимал участие в художественных выставках, организованных членами кружка. Последняя крупная прижизненная выставка была в Третьяковской галерее в 1943 году.

## Работы

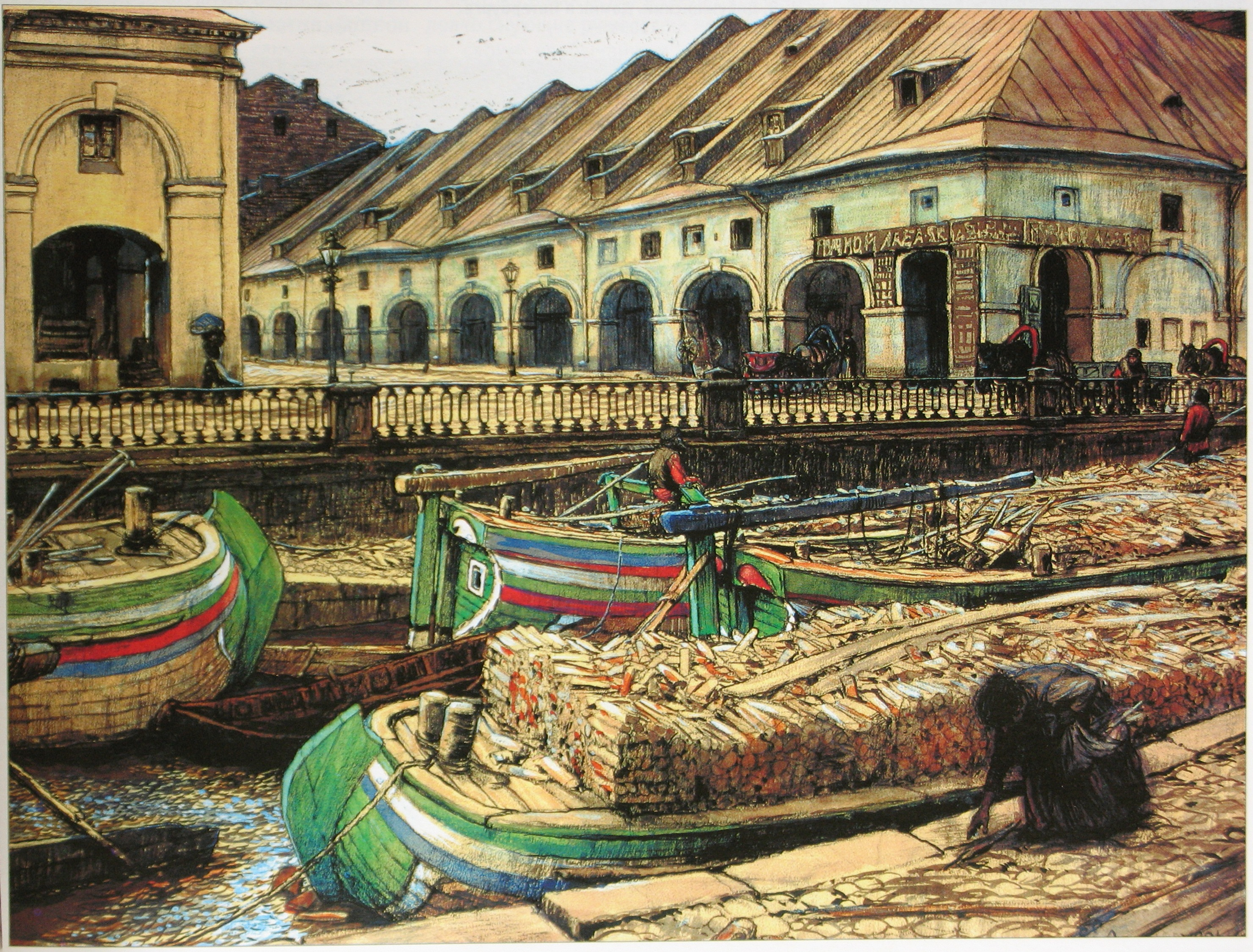
Никольский рынок в Петербурге. 1901

- Эскиз декорации для неосуществлённой постановки балета «Сильвия» в Мариинском театре в Петербурге. 1901. 4-я картина.(В собрании Одесского художественного музея).
- Заставка в журнале «Мир искусства» (1904, № 6). Тушь, перо.
- «Императрица Елизавета Петровна в Царском Селе». Гуашь. 1905. Третьяковская галерея, Москва.
- «Июнь». Рисунок к «Календарю русской революции» В. Л. Бурцева. Тушь, акварель. 1907.
- «Корабли времён Петра Первого», темпера, 1911, Третьяковская галерея
- Воцарение Елизаветы Петровны 25 ноября 1741 года. Цесаревна Елизавета Петровна и преображенцы в кордегардии Зимнего Дворца в ночь на 25 ноября 1741 года. 1911. (В собрании Одесского Художественного музея).
- «У Александровской колонны». Иллюстрация к повести Л. Н. Толстого «Хаджи-Мурат». Акварель. 1912—15.
- Геркулес и Несс. 1913. (В собрании Одесского художественного музея).
- Хаджи-Мурат на балу.1913. (В собрании Одесского художественного музея).
- Обложка книги В. Я. Курбатова «Сады и парки». Тушь, гуашь, белила, кисть. 1915. Центральный государственный архив литературы и искусства, Москва.
- «Строительство Москвы». 1933—34. Плафон ресторанного зала Казанского вокзала, Москва.
- «Ерошка у Оленина». Иллюстрация к повести Л. Н. Толстого «Казаки». Тушь, акварель. 1936. Музей Л. Н. Толстого. Москва
- Титульный лист для юбилейного сборника «История Академии художеств». Тушь, акварель. 1939. Из собрания семьи художника
- «Полтавская победа». Лист из серии «Трофеи русского оружия». Гуашь. 1942. Третьяковская галерея

## Признание и награды
- Сталинская премия второй степени (1943) — за большие достижения в искусстве[16]
- народный художник РСФСР (1945)
- орден Трудового Красного Знамени (15.06.1943)
- орден Трудового Красного Знамени (04.09.1945)
- медали

Картины на почтовых марках
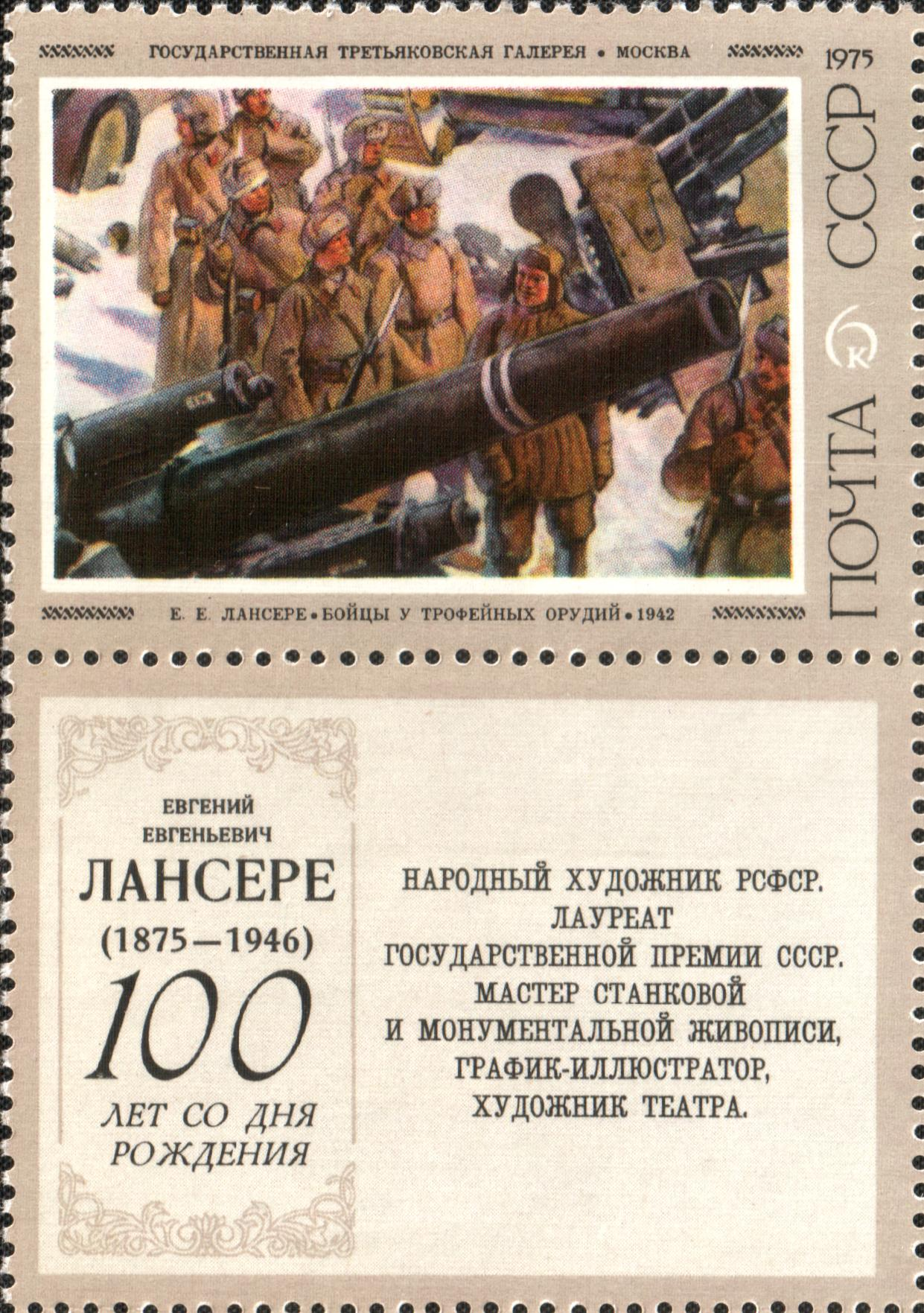
Картина Лансере Е.Е. "Бойцы у трофейных орудий" на почтовой марке СССР
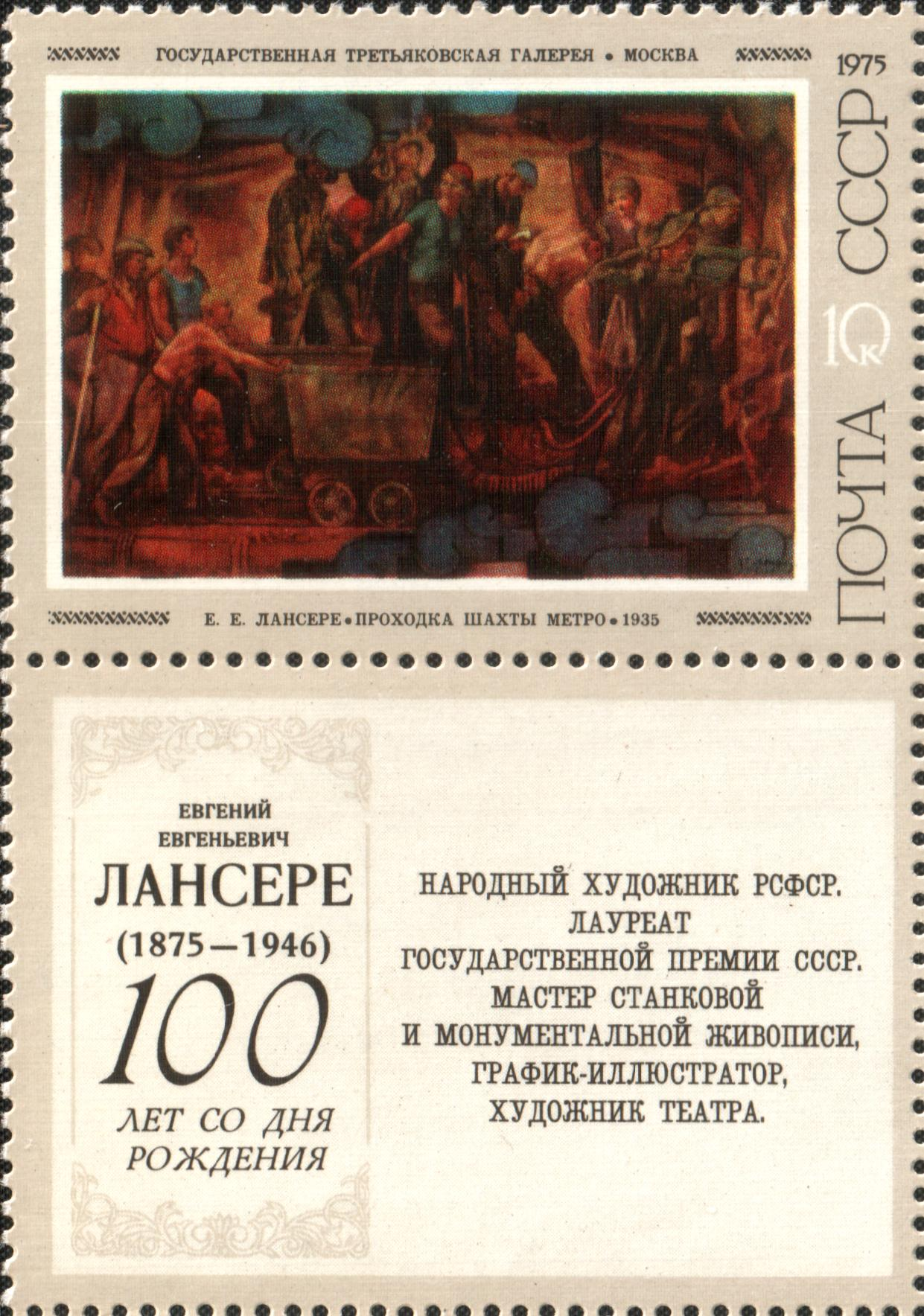
Картина Лансере Е.Е. "Проходка шахты метро" на почтовой марке СССР

## Публикации текстов
- Лансере Е. Е. Дневники : в 3 т. / Евгений Лансере; [предисл., сост.: Валентина Бялик]. — М. : Искусство — XXI век, 2008. — Т. 1 : Воспитание чувств. — 730, [5] с., [4] л. портр. : ил. — (Записки художника). — 1000 экз. — ISBN 978-5-98051-044-6. — ISBN 978-5-98051-045-9 (т. 1).
- Лансере Е. Е. Дневники : в 3 т. / Евгений Лансере; [предисл., сост.: Валентина Бялик]. — М. : Искусство — XXI век, 2008. — Т. 2 : Путешествия. Кавказ: будни и праздники. — 762, [5] с., [4] л. портр. : ил. — (Записки художника). — 1000 экз. — ISBN 978-5-98051-044-6. — ISBN 978-5-98051-047-3 (т. 2).
- Лансере Е. Е. Дневники : в 3 т. / Евгений Лансере; [предисл., сост.: Валентина Бялик]. — М. : Искусство — XXI век, 2009. — Т. 3 : Художник и государство. — 794, [5] с., [4] л. портр. : ил. — (Записки художника). — 1000 экз. — ISBN 978-5-98051-044-6. — ISBN 978-5-98051-048-0 (т. 3).